# Васил Хаджиманов
Васил Хаджиманов (на македонска литературна норма: Васил Хаџиманов) е музиколог от Социалистическа република Македония.

## Биография
Роден е на 14 януари 1906 година в град Кавадарци. Учи в Юридическия и Философския факултет на Белградския университет. По-късно завършва магистратура по фармация към Загребския университет. През 1935-1947 година работи като аптекар в Кавадарци и Скопие. Междувременно пее народни песни за Радио Загреб и изнася концерти из Югославия.
Занимава се главно със събиране на автентични песни от Македония, като в колекцията му има над 8000 македонски и 7000 албански народни песни. Анализира песните и представя изводите си в доклади на научни симпозиуми. Преди Втората световна война е един от първите македонски певци, които пеят за Радио Белград и правят концерти извън Югославия.